# Монтсерат
Монтсерат је острво у Карипском мору, део ланца острва Мали Антили (енгл. Lesser Antilles). Име је острву дао Кристифор Колумбо током свог другог путовања у Нови Свет 1493. Монтсерат се често назива и „смарагдно“ острво у Карибима, због сличности са ирском вегетацијом, као и због ирског порекла већине становника острва који су били први европски досељеници.
Монтсерат има статус прекоморска територија Уједињеног Краљевства. Службено име је Крунска Колонија Монтсерат (енгл. The Crown Colony of Montserrat). Услед ерупције вулкана Суфрије 18. јула 1995. главни град Плимут је уништен а две трећине становника је морало да напусти острво. Ерупције овог вулкана се јављају и данас али у мањим размерама.